# 水野弘元

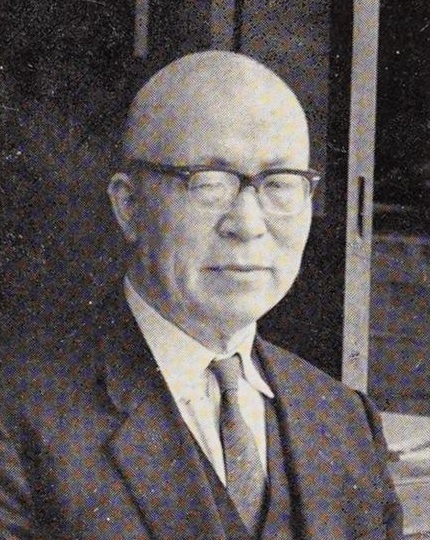
水野 弘元

水野 弘元（1901年11月19日—2006年1月1日），生於日本佐賀縣，佛教研究者，專長於巴利文文獻。他也是日本曹洞宗僧侶，曾任駒澤大學總長。

## 生平
1928年，畢業於日本帝國大學印度哲學科，之後進入研究所，繼續取得文學博士學位。1935年任駒澤大學講師，1940年升任教授。1959年至1962年，任東京大學文學部兼任教授。
1967年，獲紫綬褒章。

## 學術觀點
水野弘元認為，原始佛教排斥形而上學的哲學性討論，以緣起論、三法印或四法印和四諦學說為中心；對於「諸法無我」，部派佛教捨棄了原始佛教的第一義立場，多採用世俗立場的低俗學說，而《般若經》或龍樹的《中論》所說的空才是原始佛教的真義。

## 弟子
弟子有片山一良等人。

## 著作
- 《水野弘元著作選集》1-3集
- 《原始佛教》
- 《南傳上座部論書解說》
- 《南傳大藏經總索引》
- 《巴利語文法》
- 《佛教基礎知識》
- 《佛教要語基礎知識》
- 《人生之道》
- 《人生與佛教》
- 《佛典成立史》
- 《巴利語佛典精選》
- 《釋尊的生涯》
- 《佛教文獻研究》
- 《佛教的真髓》